# Bolitoglossa conanti
Bolitoglossa conanti és una espècie d'amfibi urodel de la família Plethodontidae present a l'Amèrica Central des del nord-oest d'Hondures fins a l'extrem nord-oest del Salvador. Hom creu que també es troba als territoris adjacents de Guatemala.
Mesura 6 cm de llargària. Cua llarga (ultrapassa fins a 1,1 vegades la resta del cos). Coloració molt variable: el dors és de color marró fosc clapejat amb negre o rogenc-marró clapejat de groc daurat, de vegades amb una franja longitudinal dorsal vermellosa clara. Les parts ventrals són del mateix color, encara que hi pot presentar taques grises argentades. L'iris és groc clapejat de negre o marbrejat de groc i marró.
Viu entre 1.370-2.000 msnm en boscos subtropicals i plantacions.
Realitza la posta tant sobre bromèlies com a terra.
Les seua principal amenaça és la pèrdua de l'hàbitat a causa de l'expansió agrícola i els incendis forestals. A més, a Guatemala, se n'han detectat exemplars afectats per fongs.